# Prix Millennium Technology
Le prix de la technologie du millénaire (finnois : Millennium-teknologiapalkinto, anglais : Millennium Technology Prize) est parmi les distinctions les plus importantes au monde dans le milieu de la technologie. Remis bis-annuellement depuis 2004 par la Fondation de l'académie de la technologie (fi), il s'accompagne d'une récompense de millions d'euros.

## Présentation
Ce prix est destiné à couronner les inventions révolutionnaires ayant amélioré le quotidien des êtres humains, les innovations appliquées au jour le jour ayant entraîné de grands changements contemporains et futurs, ou celles qui suscitent le développement d'un nouveau champ de recherche et de développement en science et technologie,.

## Lauréats
| Année | Inventeur                                  | Nationalité      | Invention                            | Réf.  |
| ----- | ------------------------------------------ | ---------------- | ------------------------------------ | ----- |
| 2004  | Tim Berners-Lee                            | Grande-Bretagne  | World Wide Web                       |       |
| 2006  | Shuji Nakamura                             | Japon États-Unis | DEL                                  |       |
| 2008  | Robert Langer                              | États-Unis       | Biomatériau                          |       |
| 2010  | Michael Grätzel                            | Suisse           | Cellule Grätzel                      |       |
| 2012  | Linus Torvalds Shinya Yamanaka             | Finlande Japon   | Noyau Linux                          |       |
| 2014  | Stuart Parkin                              | Grande-Bretagne  | Mémoire de masse                     |       |
| 2016  | Frances Arnold                             | États-Unis       | OLED                                 |       |
| 2018  | Tuomo Suntola                              | Finlande         | Atomic layer deposition              | [ 4 ] |
| 2020  | Shankar Balasubramanian et David Klenerman | Grande-Bretagne  | Séquençage de l'ADN                  | ,     |
| 2022  | Martin Green                               | Australie        | Cellule photovoltaïque PERC          | [ 7 ] |
| 2024  | Bantval Jayant Baliga (en)                 | Inde             | Transistor bipolaire à grille isolée | [ 8 ] |